# Zipje en Zopje
Zipje en Zopje zijn twee potloden die samen allerlei avonturen beleven in een reeks fictieve boeken waarin Bert (van Bert en Ernie) graag leest. De fictieve boeken worden  genoemd tijdens de televisie-uitzendingen met Bert en Ernie, maar komen vooral voor op audio-opnames van Bert en Ernie, die ooit op langspeelplaat zijn gezet door Paul Haenen en Wim T. Schippers.
Zipje en Zopje beleven verschillende "spannende avonturen", onder andere op de Noordpool (waar ze een houthakker met de naam Sven ontmoeten die hen van een wegdrijvende ijsschots redt) en in het land van de bromtollen. Zipje en Zopje hebben ook een nichtje met de naam Zapje (ook wel gespeld als Sapje), ze woont in de buurt van 'het bakkertje Prut' en Bert leest op de audio-opname 'Kerstfeest met Bert en Ernie' voor dat Zipje en Zopje bij haar op bezoek komen.

## Citaat
- Ernie tegen Bert: De avonturen van twee pratende potloden, wat is dáár nou spannend aan?!

## (Fictieve) bibliografie
De volgende boeken/verhalen zijn verschenen (in de fictieve wereld van Bert en Ernie):
- Zipje en Zopje en de Zingende Bossen (Een uur niet zeuren).
- Zapje (Kerstfeest met Bert en Ernie)
- Zipje en Zopje op de Noordpool (Maak er wat van)
- Zip mist Zopje (Kompedompedoeli)
- Zipje en Zopje in het land van de Bromtollen (Maak er wat van)
- Zipje en Zopje in het bos (Bert en Ernie vervelen zich nooit)
- Zipje en Zopje in de zon (Een uur niet zeuren)
- Zipje en Zopje en de wijde wereld (In een uur de wereld rond)
- Zipje en Zopje in Nieuw-Zeeland (In een uur de wereld rond)
- Zipje en Zopje in het onweer (Hiep hiep hoera)
- Zipje en Zopje varen naar Amerika (Hiep hiep hoera)